# Hirkî, Lohvîțea
Hirkî (în ucraineană Гірки) este un sat în comuna Vîrișalne din raionul Lohvîțea, regiunea Poltava, Ucraina.

## Demografie
Componența lingvistică a localității Hirkî
     Ucraineană (88,14%)
     Rusă (8,47%)
     Română (3,39%)
Conform recensământului din 2001, majoritatea populației localității Hirkî era vorbitoare de ucraineană (88,14%), existând în minoritate și vorbitori de rusă (8,47%) și română (3,39%).